# 笹川千尋
笹川 千尋（ささかわ ちひろ、1948年（昭和23年）1月 - ）は、日本の細菌学者。細菌学の分野において、病原細菌の感染機構および宿主免疫応答の機構解明に顕著な功績をあげた。特に赤痢菌およびピロリ菌の感染機構の解明に、分子生物学、細胞生物学、生化学、免疫学的手法を早くに取り入れた研究アプローチは、他の病原細菌の感染機構の解明にも多大な影響を与えた。
Nature Review Microbiologyをはじめ、数多くの学術誌の編集委員を務めている。また、日本細菌学会理事長、日本微生物学連盟理事長、その他学術委員、評議委員を務め、日本の細菌学・感染生物学の発展に貢献した。紫綬褒章、瑞宝中綬章受章。日本細菌学会浅川賞・小林六造記念賞、野口英世記念医学賞、武田医学賞など受賞多数。

## 略歴
- 1948年1月 東京生まれ
- 1972年 千葉大学理学部卒業
- 1974年 千葉大学大学院薬学研究科修士課程修了
- 1978年 東京大学大学院医学系研究科第3基礎医学専門課程博士課程修了(医学博士を取得)
- 1978年 - 1985年 東京大学医科学研究所細菌研究部助手
- 1980 - 1983年 米国セントルイス・ワシントン大学医学部にNIHフォガティーフェローとして留学
- 1985年 - 1995年 東京大学医科学研究所細菌研究部助教授
- 1995年 - 2012年 東京大学医科学研究所細菌研究部（感染・免疫部門 細菌感染分野）教授
- 1998 - 2001年 大阪大学微生物病研究所感染症研究部門細菌毒素学分野の教授を併任
- 2000年 - 2005年 東京大学医科学研究所感染免疫大部門部門長
- 2005年 - 2012年 東京大学医科学研究所感染症国際研究センター教授（兼任）
- 2012年 - 東京大学名誉教授
- 2012年 - 一般財団法人日本生物科学研究所（2012年 - 常務理事、2016年 – 理事長、2020- 所長）
- 2013年 - 千葉大学真菌医学研究センターセンター長
- 2016年 - 2023年 日本医療研究開発機構(AMED)「微生物叢と宿主相互作用」研究領域総括

## 主な業績
細菌学の分野において、高度病原細菌の感染基本原理、感染現象、宿主自然免疫応答の感染防御に果たす役割を明らかにした。赤痢菌やピロリ菌をモデルにして、病原体と宿主の相互作用を、分子生物学、細胞生物学、生化学、免疫学的に包括的に解明する、「感染生物学」(infection biology)の創成に貢献した。

## 受賞
- 1995年3月 日本細菌学会小林六造記念賞
- 1998年11月 野口英世記念医学賞
- 2006年11月 武田医学賞
- 2012年3月 日本細菌学会浅川賞

## 叙位・叙勲
- 2012年11月 紫綬褒章[1]
- 2021年4月 瑞宝中綬章[2][3]

## 学会および社会における活動
- Cell Host Microbe学術委員  2007年 - 2019年
- Nature Review Microbiology学術委員  2003年 -
- Trends in Microbiology学術委員  1999年 - 現在
- Current Opinion in Microbiology学術委員  2002年 -
- Cellular Microbiology学術委員  1998年 -
- Molecular Microbiology学術委員  1995年 - 2002年
- Microbes and Infection学術委員  1999年 - 2002年
- Vaccine 学術委員  2007年 - 2013年
- Molecular Microbiology学術委員  1995年-2003年
- 日本細菌学会理事長  2006年 - 2008年
- 日本微生物学連盟理事長  2012年 - 2015年
- 日本学術会議会員  2011年 - 2017年

## 主な著書
- Molecular Medical Microbiology (ed., M. Sussman), Academic Press, 2002, pp. 645-668.
- Bacterial Invasion of Host Cells (ed., R. Lamont), Cambridhe University Press, 2004, 25-57
- Molecular Mechanisms of Bacterial Infection via the Gut, Current Topics in Microbiology and Immunology, vol. 337, 2009, Springer.
- 医科細菌学 (改訂第３版) (吉川昌之介、笹川千尋編)、編集および分担執筆
- 微生物実習提要 (東京大学医科学研究所学友会)、編集および分担執筆
- 細胞工学 (2002) 特集　感染するメカニズム、防御するメカニズム、監修
- Molecular Medicine 臨時増刊号 (2002) 免疫2002 (岸本忠三編)、免疫学アトラス執筆